# Chi Chi LaRue
Chi Chi LaRue eller Lawrence David Paciotti, född 8 november 1959 i Hibbing, Minnesota, Förenta Staterna, är en amerikansk entreprenör och porrfilmsregissör, företrädesvis av gaypornografi.

## Biografi
Paciotti, som är av norsk-italiensk entnicitet, växte på 1960- och 70-talen upp i Hibbing, Minnesota, i den amerikanska Mellanvästern – där för övrigt hans äldre bror gick på high school samman med Robert Zimmerman, senare mer känd som Bob Dylan – och fick en katolsk uppfostran. Så var han bland annat medlem i kyrkans gosskör.
I skolan betraktades den homosexuelle Paciotti som en outsider, eller en "big fat femme" med hans egen formulering. I samband med högre studier flyttade han senare till  Minneapolis.
I början av 1980-talet började Paciotti uppträda som dragqueen under artistnamnet Chi Chi LaRue, i den lokala dragshowgruppen "The Weather Gals" (efter tjejpopduon The Weather Girls, känd för hiten "It's Raining Men").
Paciotti flyttade till Los Angeles 1987, där han kom i kontakt med Catalina Video, producent av gaypornografisk film, och blev anställd. Han regidebuterade (okrediterad) i Hard Men: No Strings Attached samma år. Den officiella debuten, under namnet Chi Chi LaRue, blev dock Flexx, för In Hand Video, 1988.
Paciottis engagemang inom gaypornografin kom samtidigt som AIDS-epidemin härjade som värst i slutet av 1980-talet, och han har allt sedan dess förespråkat så kallat säkert sex och gjort sig känd för det undantagslösa användandet av kondomer i sina filmer, vilket till och med givit honom spenamnet "condom nazi". Av denna anledning kom han också att bryta samarbetet med det heterosexuella produktionsbolaget Vivid Video 2006. 2007 startade han sajten SafeSexIsHotSex.com.
Paciotti äger sedan början av 2000-talet studion Channel 1 Releasing och, efter det senare övertagandet av Catalina Video och All Worlds Video 2007, även lejonparten av sin samlade produktion, som idag sträcker sig kring fler än 300 filmer. Chi Chi LaRue är därmed en av branschens mest renommerade namn, även internationellt.

## Filmografi (urval)
- 2012 – Star Wars XXX: A Porn Parody
- 2010 – Steven Daigle XXXposed
- 2007 – Johnny Hazzard: Feed the Need
- 2005 – Bellisima
- 2001 – Shock 1 & 2
- 1988 – Flexx